# Meghan Musnicki
Pour les articles homonymes, voir Musnicki.
Meghan Musnicki est une rameuse américaine née le 5 février 1983 à Canandaigua.

## Biographie
Aux Jeux olympiques d'été de 2012 à Londres, Meghan Musnicki obtient la médaille d'or en huit avec Caryn Davies, Mary Whipple, Susan Francia, Elle Logan, Erin Cafaro, Caroline Lind, Esther Lofgren et Taylor Ritzel.

## Palmarès

### Jeux olympiques
- 2016 à Rio de Janeiro (Brésil)
  -  Médaille d'or en huit
- 2012 à Londres (Royaume-Uni)
  -  Médaille d'or en huit

### Championnats du monde d'aviron
- 2019 à Ottensheim (Autriche)
  -  Médaille de bronze en huit
- 2015 à Aiguebelette (France)
  -  Médaille d'or en huit
- 2014 à Amsterdam (Pays-Bas)
  -  Médaille d'or en huit
- 2013 à Chungju (Corée du Sud)
  -  Médaille d'or en huit
- 2011 à Bled (Slovénie)
  -  Médaille d'or en huit
- 2010 à Karapiro (Nouvelle-Zélande)
  -  Médaille d'or en huit